# Berberbeekjuffer
De berberbeekjuffer (Calopteryx exul) is een juffer (Zygoptera) uit de familie van de beekjuffers (Calopterygidae).

## Kenmerken
De vleugels zijn relatief smal voor een beekjuffer. Ze zijn geheel doorzichtig, zonder donkere banden of vlekken.

## Verspreiding en habitat
De soort komt voor in Noordwest-Afrika, waar ze de vervanger is van de weidebeekjuffer (Calopteryx splendens). Het zwaartepunt van de verspreiding ligt in Marokko; in Tunesië en Algerije komen lokaal kleine populaties voor. De habitat bestaat uit rivieren en beken tot 2000 meter hoog.
De soort staat op de Rode Lijst van de IUCN als bedreigd, beoordelingsjaar 2007, de trend van de populatie is volgens de IUCN dalend.

## Naamgeving
De wetenschappelijke naam van de soort werd in 1853 gepubliceerd door Edmond de Sélys Longchamps. De Nederlandstalige naam is ontleend aan Libellen van Europa.